# Municipio de Richfield (Illinois)
El municipio de Richfield (en inglés: Richfield Township) es un municipio ubicado en el condado de Adams en el estado estadounidense de Illinois. En el año 2010 tenía una población de 411 habitantes y una densidad poblacional de 4,17 personas por km².

## Geografía
El municipio de Richfield se encuentra ubicado en las coordenadas 39°47′32″N 91°6′5″O / 39.79222, -91.10139. Según la Oficina del Censo de los Estados Unidos, el municipio tiene una superficie total de 98.5 km², de la cual 98,44 km² corresponden a tierra firme y (0,06 %) 0,06 km² es agua.

## Demografía
Según el censo de 2010, había 411 personas residiendo en el municipio de Richfield. La densidad de población era de 4,17 hab./km². De los 411 habitantes, el municipio de Richfield estaba compuesto por el 99,76 % blancos y el 0,24 % eran de una mezcla de razas. Del total de la población el 0 % eran hispanos o latinos de cualquier raza.